# Бац, Александр де
Александр де Бац (фр. Alexandre de Batz; ? — 1759, Форт-Шарль, Иллинойс) — французский офицер, путешественник, инженер и архитектор.

## Биография
Служил во французских инженерных войсках в Луизиане. Составлял чертежи для астронома Барона и для капитана инженерных войск Брутена. Известность в Европе получили его зарисовки из жизни различных индейских племён долины Миссисипи, в том числе колаписса, туника, натчез, иллинойс, фокс, атакапа и чокто. Также составил несколько карт индейских поселений во французских владениях.

## Галерея изображений
- Племя чокто со скальпами в руках готовится к битве. А. де Бац, 1730.
- Представители различных индейских племён. Крайний справа — индеец из племени атакапа. А. де Бац, 1735.